# Scaptotrigona pectoralis
Scaptotrigona pectoralis är en biart som först beskrevs av Dalla Torre 1896.  Scaptotrigona pectoralis ingår i släktet Scaptotrigona och familjen långtungebin. Inga underarter finns listade.

## Beskrivning
Ett tämligen litet, övervägande gulbrunt bi med rödaktiga ben och svart ovansida på mellankroppen.

## Ekologi
Släktet Scaptotrigona tillhör de gaddlösa bina, ett tribus (Meliponini) av sociala bin som saknar fungerande gadd. De har dock kraftiga käkar, och kan bitas ordentligt. Boet skyddas aggressivt av arbetarna.
Arten besöker blommande växter från bland annat kransblommiga växter och Gouania polygama från brakvedsväxternas familj.

## Utbredning
Utbredningsområdet sträcker sig från Mexiko (delstaten Veracruz) till Panama.